# Albert Cornelis de Ruyter van Steveninck
Albert Cornelis de Ruyter van Steveninck, (Tiel, 28 november 1895 – Den Haag, 25 juni 1949) was een Nederlandse militair die tijdens de Tweede Wereldoorlog commandant van de Prinses Irene Brigade was. De Legerplaats Oirschot is naar hem vernoemd. Hij is een directe nazaat van Michiel de Ruyter.

## Jeugd en opleiding
Albert Cornelis was de zoon van Albert de Ruijter van Steveninck en Agnes Bär von Remmersweil. Het katholieke gezin telde vijf kinderen. Albert was de jongste; zijn twee zussen waren Nicole (1890) en Henriette (1893) en zijn twee broers Anthony (1892) en Raimond (1894), ook militair, die als voormalig NSB-lid tijdens de oorlog burgemeester van Leiden was. Na de HBS in Leeuwarden volgde Albert vanaf 1915 de KMA in Breda als cadet voor de artillerie. Vanwege zijn belangstelling voor de artillerieverkenning stapte De Ruyter van Steveninck over naar de luchtmacht.

## Oorlog en Prinses Irene Brigade

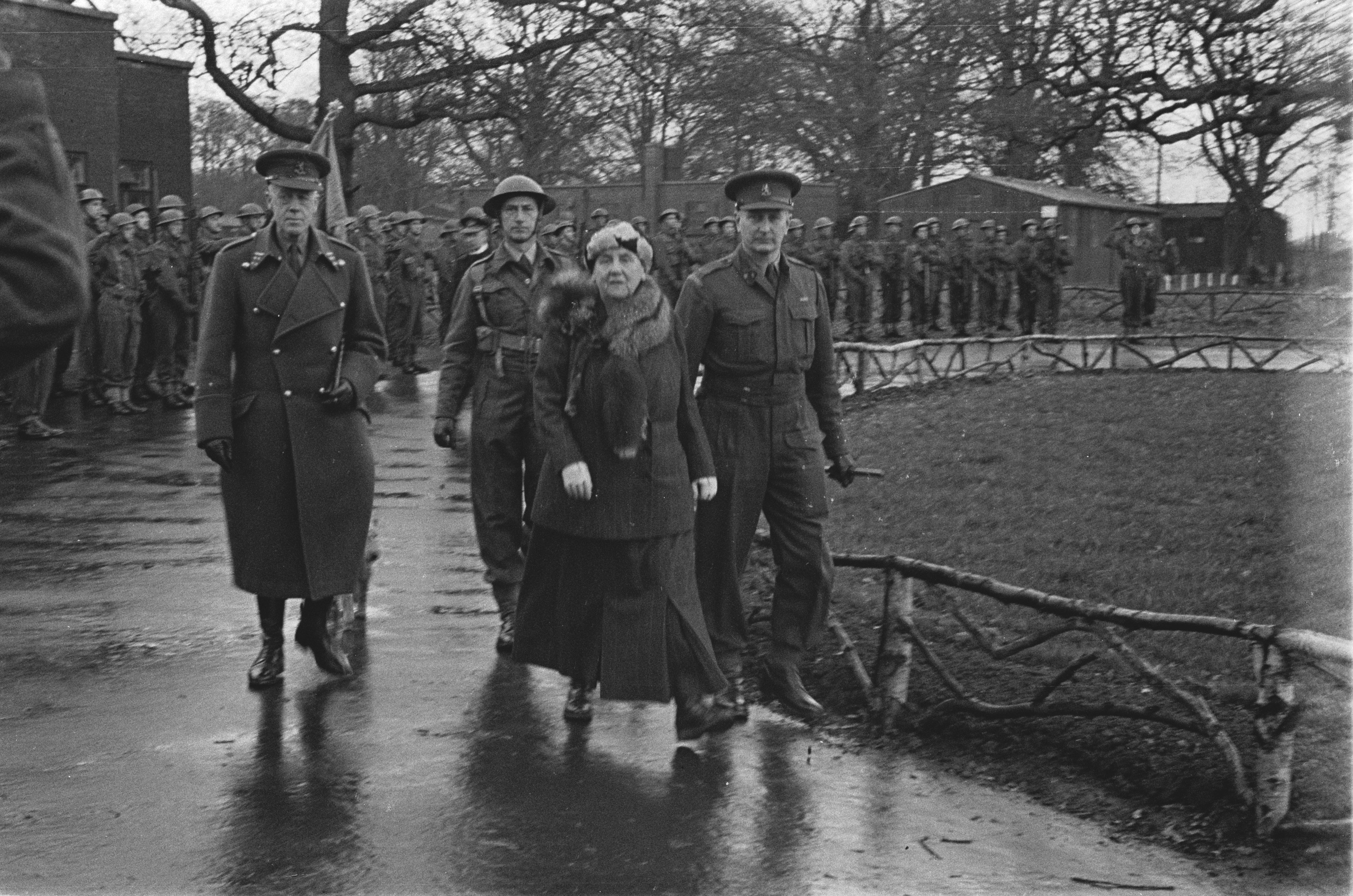
Generaal Phaff (links), Koningin Wilhelmina en A.C. de Ruyter van Steveninck (rechts), Wolverhampton 1942

Gedurende de aanloop naar de oorlog was (inmiddels) kapitein De Ruyter van Steveninck geplaatst bij de staf van het 1e Legerkorps in Den Haag. In mei 1940 was hij onderdeel van de naar Brussel gestuurde Nederlandse missie. Hij kon zo na de meidagen via Brussel, Parijs, La Bourboule, Algiers, Casablanca en Lissabon naar Londen komen. Als majoor werd hij in mei 1941 commandant van het 1e Bataljon en een half jaar later commandant van de Prinses Irene Brigade. Dit wat slaperige legeronderdeel vormde hij om tot een strijdbare brigade, die als onderdeel van de Britse 21e Legergroep deelnam aan de invasie van Normandië in augustus 1944. In de nacht van 20 september 1944 stapte De Ruyter met zijn mannen ten zuiden van Valkenswaard de Nederlandse grens over. De brigade voerde op dat moment flankbeveiligingsopdrachten uit in het kader van de operatie Market Garden. De Brigade was verder actief in Zeeland en Noord-Brabant.

## Na de oorlog
Na de oorlog werd De Ruyter van Steveninck benoemd tot waarnemend bevelhebber der Nederlandsche Strijdkrachten. In 1946 nam hij, inmiddels kolonel, zitting in het Hoog Militair Gerechtshof. Op 22 maart 1949, kort voor zijn overlijden, volgde de bevordering tot generaal-majoor. Als erkenning voor zijn verdiensten werd na zijn dood de Legerplaats Oirschot omgedoopt tot Generaal Majoor de Ruyter van Steveninckkazerne.

## Publicaties over A.C. de Ruyter van Steveninck
- Lou de Jong: Het Koninkrijk der Nederlanden in de Tweede Wereldoorlog, deel IX en Xa (Den Haag, 1979 & 1980)
- H. Amersfoort: Albert Cornelis de Ruijter van Steveninck. In: Nieuw Biografisch Woordenboek van Nederland, deel 4, 1994
- Nederlands Patriciaat, 6e jrg. (1915) blz. 363-364